# غلينيشتشيفو (برجانسك)
غلينيشتشيفو (بالروسية: Глинищево) هي مدينة في مقاطعة بريانسك أوبلاست في روسيا.